# Martin Tomczyk

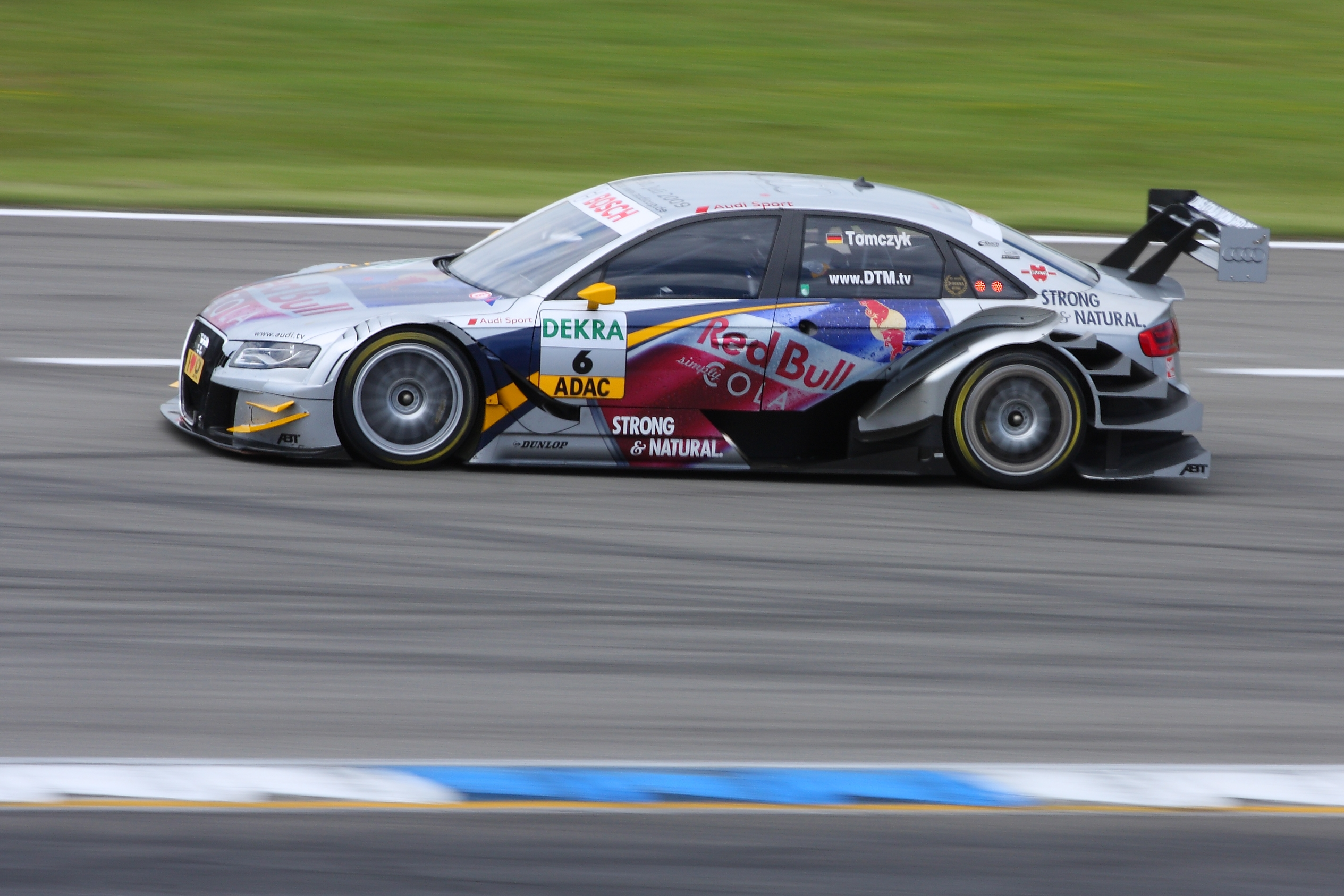
Martin Tomczyk w sezonie 2009 (DTM)

Martin Tomczyk (ur. 7 grudnia 1981 w Rosenheim) – niemiecki kierowca wyścigowy, od sezonu 2001 do 2011 kierowca fabrycznego zespołu Audi, od sezonu 2012 w zespołu BMW w serii Deutsche Tourenwagen Masters (DTM).

## Życiorys

### Początki kariery
Karierę zawodniczą rozpoczął w 1994 roku, ścigając się w kartingu. W 1998 roku przeniósł się do wyścigów samochodów o otwartym nadwoziu, zdobywając tytuł wicemistrza w ADAC Formula Junior Cup. W sezonie 1999 został mistrzem portugalskiej Formuły BMW, a w kolejnym roku startował w Niemieckiej Formule 3, gdzie został sklasyfikowany na dwunastej pozycji.

### DTM
W sezonie 2001 rozpoczął starty w najważniejszej niemieckiej serii wyścigowej, Deutsche Tourenwagen Masters w zespole Audi Abt Sportsline Jr., gdzie został partnerem przyszłego mistrza tej serii, Mattiasa Ekströma. Debiutanckiego wyścigu w nowej serii nie ukończył, rozbijając prowadzone przez siebie audi TT, co spowodowało wyjazd samochodu bezpieczeństwa na tor. W sesji kwalifikacyjnej podczas drugiej rundy sezonu na torze Nürburgring zajął drugie miejsce. W wyścigu kwalifikacyjnym nie stracił tej lokaty, a główny wyścig ukończył na czwartej pozycji, uzyskując w jego trakcie czas najszybszego okrążenia. W pozostałych ośmiu rundach sezonu punkty zdobywał trzykrotnie, a w klasyfikacji końcowej mistrzostw zajął trzynaste miejsce.
W otwierającej sezon 2002 rundzie na torze Hockenheim zajął drugie miejsce w sesji kwalifikacyjnej, natomiast w wyścigu kwalifikacyjnym, który po raz pierwszy w historii DTM rozpoczął się ze startu stojącego, zajął pierwsze miejsce. Na starcie głównego wyścigu zgasił silnik podczas ruszania z pozycji startowej, a na jego dalszym etapie wpadł w poślizg i zakończył rywalizację, wypadając z toru. W kolejnej rundzie, odbywającej się na belgijskim torze Zolder, zdobył pole position, jednakże na trzecim okrążeniu wyścigu kwalifikacyjnego, którego start odbył się za samochodem bezpieczeństwa z powodu obfitych opadów deszczu, wpadł w poślizg i utknął na żwirowym poboczu. Na początku sesji kwalifikacyjnej przed piątą rundą sezonu na torze Norisring, w trakcie hamowania przed zakrętem Grundig Tomczyk stracił kontrolę nad samochodem i rozbił się o bariery ochronne, powodując 22-minutowe wstrzymanie sesji. Kierowca wyszedł z wypadku bez szwanku, jednakże zniszczenia, jakich doznał samochód, uniemożliwiły wystartowanie w wyścigu. W ciągu sezonu 2002 Tomczyk punktował jeden raz, podczas wyścigu na Nürburgringu, gdzie zajął piąte miejsce. Podobna sytuacja miała miejsce również w kolejnym sezonie, który pod względem osiągniętych rezultatów był jego najgorszym sezonem w DTM. Tomczyk w jego trakcie ponownie wziął udział w dziewięciu spośród dziesięciu wyścigów, gdyż podczas rundy na torze EuroSpeedway Lausitz szefostwo zespołu Audi podjęło decyzję o przekazaniu jego samochodu walczącemu o tytuł mistrzowski Laurentowi Aïello, który swój pojazd doszczętnie rozbił podczas sesji testowej. Jedyny punkt w tym roku zdobył na torze A1-Ring, gdzie zajął ósme miejsce.
Rozpoczynającą sezon 2004 rundę, podczas której Audi po raz pierwszy wykorzystało nowy samochód, Audi A4 DTM, ukończył na piątym miejscu, natomiast w kolejnym wyścigu, na Autódromo do Estoril, zdobył pierwsze w karierze podium w serii DTM, dojeżdżając do mety na trzeciej pozycji. W ósmej rundzie, na torze Oschersleben, po raz pierwszy od dwóch lat zajął pierwsze miejsce w sesji kwalifikacyjnej. W wyścigu utrzymał się na prowadzeniu przez 20 okrążeń, lecz ostatecznie stracił je na rzecz Toma Kristensena po swoim drugim postoju w boksach. W pozostałych trzech wyścigach sezonu zdobył jeszcze jedno pole position, a także dwukrotnie dojeżdżał do mety na drugiej pozycji, a swój czwarty rok w niemieckiej serii zakończył na piątej pozycji w klasyfikacji generalnej.
Po mniej udanym sezonie 2005, w którym jego najlepszym rezultatem było piąte miejsce na Norisringu, podczas szóstej i siódmej rundy sezonu 2006 zdobył kolejne w karierze podia, obydwa za trzecie miejsce. W ósmej rundzie, na Circuit de Catalunya, w której po raz czwarty w karierze startował z pole position, zdobył swoje pierwsze zwycięstwo w DTM.
Po czwartym wyścigu sezonu 2007, który ukończył na drugim miejscu, został liderem klasyfikacji generalnej, lecz stracił prowadzenie na rzecz Bernda Schneidera i Mattiasa Ekströma po kolejnym wyścigu, którego nie ukończył z powodu kolizji z Susie Stoddart i Paulem di Restą. Kolejne dwa zwycięstwa odniósł w siódmej i ósmej rundzie, a sezon ukończył ostatecznie na trzecim miejscu, co jest jego najlepszym rezultatem w dotychczasowej karierze. W sezonie 2008 na podium stawał raz, natomiast w 2009 roku, obok trzech ostatnich miejsc na podium, na Nürburgringu zdobył czwarte zwycięstwo w karierze.
Sezon 2010 był mniej udany. Zakończył go na 8 miejscu, punktując 8 razy, jednak nie stojąc na podium ani razu.
Sezon 2011 był najbardziej udanym sezonem Niemca. Sezon rozpoczął od 5 miejsca na torze Hockenheim, a potem zajął trzecią pozycję na holenderskim obiekcie Zandvoort. Podczas deszczowej rundy na Red Bull Ringu Martin pokazał swoje umiejętności jazdy w deszczu zdobywając P i wygrywając wyścig. Kolejny deszczowy wyścig na Norisringu zakończył na 3 miejscu, natomiast na Nurbburgringu na 5 miejscu. W Wielkiej Brytanii po raz kolejny popisowo spisał się w deszczu wygrywając wyścig. Wyścig na Oschersleben zakończył na 2 miejscu. W Walencji mimo 11 miejsca w kwalifikacjach wyścig zakończył na najniższym stopniu podium zapewniając sobie tytuł mistrza serii DTM.